# Bolotnoïe
Bolotnoïe (en russe : Болотное) est une ville de l'oblast de Novossibirsk, en Russie, et le centre administratif du raïon de Bolotnoïe. Sa population s'élevait à 16 202 habitants en 2013.

## Géographie
Bolotnoïe est arrosée par la rivière Karassouk et se trouve à 32 km à l'ouest de Iourga (oblast de Kemerovo), à 119 km au nord-est de Novossibirsk et à 2 878 km à l'est de Moscou.

## Histoire
Bolotnoïe a été fondé en 1805 près de la route de Sibérie (Сибирский тракт). Le nom de la ville dérive du mot russe boloto (болото ou marécage). Elle a le statut de ville depuis 1943.

## Population
Recensements (*) ou estimations de la population
| 1939*  | 1959*  | 1970*  | 1979*  | 1989*  |
| ------ | ------ | ------ | ------ | ------ |
| 19 000 | 26 762 | 21 890 | 20 838 | 20 006 |

| 2002*  | 2010*  | 2012   | 2013   | 2014 |
| ------ | ------ | ------ | ------ | ---- |
| 18 170 | 16 570 | 16 348 | 16 202 | -    |

## Économie
Bolotnoïe se trouve sur le chemin de fer Transsibérien, au kilomètre 3461 depuis Moscou. Outre le transport ferroviaire, l'activité économique de Bolotnoïe comprend des usines de produits alimentaires (lait, viande), de confection, de matériaux de construction, etc.